# Выжловичи
Выжловичи (бел. Выжлавічы) — деревня в Пинском районе Брестской области Беларуси. Входит в состав Березовичского сельсовета.
Население — 100 человек (2019).
На 0,3 км юго-восточнее деревни находится ботанический памятник природы «Парк Выжловичи», являющегося сохранившимся парковым фрагментом старинного усадебно-паркового комплекса второй половины XIX века.

## История
Первое упоминание относится к 1495 году, когда пинская княгиня Марья «дала 3 человека» в Выжловичах земянину Опахну Григорьевичу Курейше. Королева Бона подтвердила наследование «отчизны» его сыну Ивану. Позже деревня становится собственностью Годебских, с 1663 года — Крестины из Улятовских Война-Ясенецких. В XVIII столетии Выжловичи принадлежат каштеляну троцкому копцу, ставшему полоцким воеводой, а затем семье Хржановских. Александр Хржановский в конце XIX века имел 2044 десятины земли. С этого времени действовало народное училище (учитель А.Кухта).
Существовала церковь Параскевы Пятницы. 8 1759 году при священнике Юзефе Акоронко из греко-католицизма в православие перешло 319 мужчин и 311 женщин.
В 20—30-е годы XX века владелицей имения являлась Ольга Тиэдел (279,9 га пашни, 140,3 га лугов, 1241,6 га леса, 53,8 га неугодий, 40,9 га другой земли). Её собственность подвергалась парцелляции — государственному сокращению частных земельных владений до определенного лимита. Отторгнутые территории получили бывшие военнослужащие, так называемые осадники: Владислав Заморски, Томаш Мышко, Бронислав Цыбульски, Болеслав Яскульски и другие. Колония поселенцев называлась Колесце.
В феврале 1934 года по заданию ЦК КПЗБ в Пинский повет для организации подпольной работы был направлен белорусский писатель Филипп Пестрак. Некоторое время он жил в Выжловичах в доме Павла Глинского.

## Достопримечательность
- Памятник землякам, погибшим на фронтах Великой Отечественной войны
- Могила М. А. Глинского, жителя Выжлович, расстрелянного фашистами (1944 год)
- Фрагменты усадьбы, в частности парк на юго-востоке деревни
- Ботанический памятник природы «Парк Выжловичи»